# 倭岩羊
倭岩羊（學名：Pseudois schaeferi）或称矮岩羊、小岩羊，是产自中國四川西部、西藏东部和云南西北部山区的牛科动物，其分布主要限于金沙江流域的狭窄地带，模式产地在四川巴塘县南部。原被视为岩羊的亚种，1970年代的形态学研究认为它是独立物种，但最近的分子分析表明二者间的差异很小，因此建议将其重新列为岩羊的亚种。

## 分类简史
倭岩羊最初是1934－1936年间 Dolan 和 Schäfer 在青藏高原探险时发现的。1938年 Engelmann 在抄写 Schäfer 的野外记录时，将倭岩羊归为岩羊的亚种，但未对其命名。1940年 Allen 认为倭岩羊的标本只是未成熟或因食物不足而发育不良的岩羊，将其归入四川岩羊（岩羊四川亚种，Pseudois nayaur szechuanensis）。直到1963年，倭岩羊才被 Haltenorth 首次命名为“Pseudois nayaur schaeferi ”。1978年 Groves 发现了足够的形态学依据，将倭岩羊单列为独立物种。
21世纪以来，学界通过遗传学技术试图解决倭岩羊的分类问题，其结果对倭岩羊的独立物种地位提出了挑战。基因分析显示倭岩羊与岩羊之间仅有微弱的分化，这显示倭岩羊不应是一个独立物种，可能更适合划为岩羊的亚种。然而更进一步的遗传学研究认为，即使是亚种级别也不适用于倭岩羊。最新的研究显示，倭岩羊为多系起源，与四川岩羊在系统发育树上相互交错，形成错综复杂的母系进化关系，并不能直接聚为一个单系群，因此不宜将倭岩羊划为一个独立的种或亚种，而应视为四川岩羊中一个形态变异的特殊种群。
倭岩羊与四川岩羊处于基因交流半隔离状态，它们同域栖息，但岩羊在海拔较高处，倭岩羊在海拔较低处，二者被海拔仅1000米处的森林带隔开，种群之间未有互动。有学者提出倭岩羊可能是一个正在形成独立物种的外围孤立种群，某个单一的基因突变可能是致其体型矮小化的原因。

## 形态特征
倭岩羊体呈棕灰色，带有银色光泽，一般比岩羊的体色更深；腹部及四肢内侧为白色，较岩羊更暗淡；四肢外侧的毛色比躯干深，但无类似岩羊的明显的黑色斑纹，面部、颈部和腹侧的暗色斑纹也不如岩羊明显，仅老年雄性明显具备这些斑纹。两性都有角，雌性短小的角与雌岩羊的角相同，从前额垂直向上生长，略向外弯曲；雄性的角向两边弯曲，尖端向上而外扩，长度可达41厘米，比雄岩羊的角更细小、更偏向直立，且不向内弯曲，未形成雄岩羊角围成的半圆。此外，倭岩羊的毛皮比岩羊更短，并有稀疏的底毛。
头至躯体全长106－160厘米，肩高50－80厘米，尾长7－17厘米。与岩羊的主要区别在于两性差异较小，成年雄性体重28－39千克（最重为65千克），约为成年雄岩羊的一半；雌性个体则与雌岩羊非常相似，重17－40千克。除了成年雄性的体重外，其他各项体型测量数据较岩羊并无明显差距。它们在冬季不能很好地保持体况，会变得瘦弱许多。

## 生活习性
倭岩羊主要栖息于中國四川和西藏金沙江沿岸植被稀疏的干旱山区，活动在海拔2600－3200米的陡峭的岩石草坡，偶尔进入针叶林。生性胆小而警惕，因此很难被观察。全天交替觅食和休息，晨昏最活跃，通常在11点－15点间睡觉，会用前肢在地上刨出浅坑并卧于其内。常由4－6只个体结成小群，1950年代当地人曾发现过25只的大群，此后由于人类猎杀、家畜侵占资源及生境丧失，其种群规模一直在减小，目前的群体通常少于15只。雄性会互相组合成群，也会与雌性及未成年者组群。倭岩羊和岩羊同域分布，但岩羊栖息在海拔更高处，二者以山腰的树林为隔离带，尚未发现它们混合栖息。
倭岩羊以各类草为主食，兼食低矮灌木和苔藓等。天敌包括狼、豺、豹和大型猛禽。

## 生长繁殖
雌性倭岩羊的孕期约160天，每胎一仔，偶有双胞胎。幼仔通常在5月下旬或6月出生，并在半年内断奶，一年半内性成熟，但雄性可能约7岁才达到体成熟并开始与雌性交配。繁殖季节在11月中旬到12月中旬之间。

## 种群现状
倭岩羊的大部分种群似乎集中在川藏交界处295平方千米的地区，未发现在巴塘县北部生存的证据。因分布范围狭窄，栖息地退化和遭到破坏，加之被人类猎杀，倭岩羊的数量呈下降趋势，种群密度估值仅为每平方千米0.5－1只。IUCN 将其列为岩羊的亚种，评估现状为濒危，而《华盛顿公约》（CITES）则未列入倭岩羊。在有限的分布范围内，倭岩羊无法避开人和牲畜，无处不在的人类活动对其造成了巨大的生存压力。预计未来十年内，其数量将减少50 % 以上。